# 白叶藓属
白叶藓属（学名：Brothera）是曲尾藓科下的一个属。

## 下属物种
本属包括以下物种：
- 喜马拉雅白叶藓 Brothera himalayana Broth.
- 白氏藓 Brothera leana (Sull.) Müller Hal., 1900